# 貧乏神

鳥取県境港市・水木しげるロードに設置されている「貧乏神」のブロンズ像。

貧乏神（びんぼうがみ）は、取りついた人間やその家族を貧乏にする神。日本各地の昔話、随筆、落語などに名が見られる。

## 概要
基本的には薄汚れた老人の姿で、痩せこけた体で顔色は青ざめ、手に渋団扇を持って悲しそうな表情で現れるが、どんな姿でも怠け者が好きなことには変わりないとされる。家に憑く際には、押入れに好んで住み着くという。詩人・中村光行によれば、貧乏神は味噌が好物で、団扇を手にしているのはこの味噌の芳香を扇いで楽しむためとされている。
仮にも神なので退治することはできないが、追い払う方法はないわけではない（『沙石集』巻8にその様子が見られる）。新潟では、大晦日の夜に囲炉裏で火を焚くと、貧乏神が熱がって逃げていくが、代わりに暖かさを喜んで福の神がやって来るとされる。囲炉裏にまつわる貧乏神の俗信は多く、愛媛県北宇和郡津島町（現・宇和島市）では囲炉裏の火をやたらと掘ると貧乏神が出るといわれる。
貧窮の擬人化としては、13世紀の『沙石集』巻8・14話「貧窮を追い出す事」に見られるが、貧乏神ではなく、「貧窮殿」という表記であり、内容としては、尾張国の僧・50歳になる円浄房が弟子と共に晦日の夜にモモの枝を持ち、枝で打ちながら呪文を唱え、今は貧窮殿出ておわせといって、門まで追い、門を閉めたというもの。
貧乏神という表現自体は、古くは室町時代にまでさかのぼり、応仁の乱で荒廃した京の記録として、「文明13年（1481年）6月、堺の福神の女房達が入洛し、京都の貧乏神の男達が堺へ下った」という風説があり、堺からの福神の入洛説には京都の復興を切望する町衆の心が投影されていた。この記録からは貧乏神が男神として認識されている。
連歌の記述例としては、荒木田守武の『守武千句』墨何第10（天文9年 / 1540年）に見られる。

## 古典

### 兎園小説
曲亭馬琴らによる江戸時代の奇談集『兎園小説』により「窮鬼（きゅうき）」
文政4年（1821年）、江戸番町に年中災い続きの家があり、その武家に仕える男があるときに用事で草加へ出かけ、1人の僧と知り合った。男が僧に、どこから来たのかと尋ねると、今まで男の仕えていた屋敷にいたとのことだった。男はその僧を屋敷で見たことがないと告げると、僧は笑いながら「あの家には病人が続出しているが、すべて貧乏神である私の仕業だ。あの家は貧窮極まった状態なので、ほかの家へ行く。今後、あなたの主人の運は上を向く」と言って姿を消した。その言葉通り、その後、男の仕える家は次第に運が向いてきたという。

### 譚海
津村淙庵の随筆『譚海』
昔ある者が家で昼寝していると、ぼろぼろの服の老人が座敷に入って来る夢を見て、それ以来何をやってもうまくいかなくなった。4年後、夢の中にあの老人が現れ、家を去ることを告げ、貧乏神を送る儀式として「少しの焼き飯と焼き味噌を作り、おしき（薄い板の四方を折り曲げて縁にした角盆）に乗せ、裏口から持ち出し川へ流す」、今後貧乏神を招かないための手段として「貧乏神は味噌が好きなので、決して焼き味噌を作らない。また生味噌を食べるのはさらに良くないことで、食べると味噌を焼くための火すら燃やせなくなる」と教えた。その通りにして以来、家は窮迫することがなくなったという。

### 日本永代蔵
井原西鶴『日本永代蔵』より「祈る印の神の折敷」
嫌われ者の貧乏神を祭った男が、七草の夜に亭主の枕元にゆるぎ出た貧乏神から「お膳の前に座って食べたのは初めてだ」と大感激されて、そのお礼に金持ちにしてもらったという話である。また、かつて江戸の小石川で、年中貧乏暮しをしていた旗本が年越しの日、これまでずっと貧乏だったが特に悪いことも無かったのは貧乏神の加護によるものだとし、酒や米などを供えて貧乏神を祀り、多少は貧窮を免れて福を分けてもらうよう言ったところ、多少はその利益があったという。

## 信仰

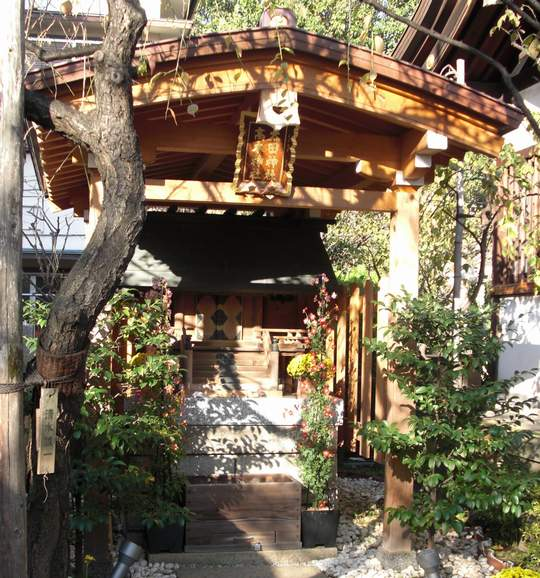
太田神社（東京都文京区春日 北野神社）

佐世保駅にある「貧乏が去る像」（土居孝幸による桃太郎シリーズの貧乏神）

前述の『日本永代蔵』の貧乏神は貧乏を福に転じる神とされ、現在では東京都文京区春日の牛天神北野神社の脇に「太田神社」として祠が祀られている、祠に願掛けをして貧乏神を一旦家に招きいれ、満願の21日目に丁寧に祀って送り出すと、貧乏神と縁が切れるといわれている。
東京都台東区の妙泉寺にも貧乏神の石像（モチーフはハドソンのゲーム『桃太郎シリーズ』に登場する貧乏神）が祀られている。この石像は景気回復の願から貧乏神の頭の上に猿が乗る「貧乏が去る（猿）像」と名づけられている。この像は香川県高松市の鬼無駅と長崎県佐世保市の佐世保駅、銚子電気鉄道の仲ノ町駅にも設置されている。また銚子電気鉄道には、笠上黒生駅に「貧乏を取り（鳥）」として頭にキジが乗った像が、犬吠駅に「貧乏が去ぬ（犬）」として頭に犬が乗った像が、猿と時同じくして設置された。
貧乏神が焼き味噌を好むという説に関連し、大阪の船場には明治10年頃まで貧乏神送りの行事があった。毎月末、船場の商人の家で味噌を焼き、それを皿状にしたものを番頭が持って家々を回り、香ばしい匂いがあちこちに満ちる。頃合を見計らい、その焼き味噌を二つに折る。こうすることで、好物の焼き味噌の匂いに誘われて家から出てきた貧乏神が焼き味噌の中に閉じ込められるといい、番頭はそのまま焼き味噌を川へ流し、さらに自分も貧乏神を招かないように味噌の匂いをしっかりと落としてから帰ったという。
ことわざの「柿団扇は貧乏神がつく」は、渋団扇に貧乏神が憑くという俗信からきている。